# Spudaea saportae
Spudaea saportae là một loài bướm đêm trong họ Noctuidae.